# Det Juridiske Fakultet (Københavns Universitet)
Det Juridiske Fakultet er et fakultet ved Københavns Universitet. Undervisnings- og administrationsbygninger er beliggende på Søndre Campus, på Amager. Tidligere lå disse i Københavns Indre By.

## Fakultetets historie
Det Juridiske Fakultet kan karakteriseres som værende både blandt de ældste af fakulteterne og værende det nyeste.
Ved grundlæggelsen af universitetet i 1479 var jura et af de fire oprindelige fakulteter. I 1736 fik fakultetet, som det andet fakultet, indført embedseksaminer. Dette skete 61 år efter Det Teologiske Fakultet, som fik eksamen indført i 1675, men 52 år før den blev indført i de resterende fakulteter i 1788.
Der blev tilføjet et nyt fag statsvidenskab/økonomi til fakultetet i 1848, og ved samme lejlighed blev det reorganiseret, og blev til Det Rets- og Statsvidenskabelige Fakultet. Sociologi blev tilføjet fakultetet i 1955, som igen skiftede navn i 1970 til Det Samfundsvidenskabelige Fakultet. Antropologi/etnologi blev tilføjet i 1973, mens samfundsfag og statskundskab blev det i 1980.
I 1994 skilte de retsvidenskabelige fag sig ud fra Det Samfundsvidenskabelige Fakultet, og blev et selvstændigt fakultet, Det Juridiske Fakultet.
Der er ca. 4.500 studerende på det Juridiske Fakultet i København.

## Forskningsenheder
Fakultetet er organiseret som et enhedsfakultet uden institutter. Afdelinger og centre hører direkte under fakultetet.
- Grundforskningscentre
  - iCourts - Centre of Excellence for Internationale Domstole
- Forskningscentre
  - CECS - Centre for European Constitutionalization and Security
  - Center for Pensionsret
  - CESEL - Centre for European Studies in Economic Law
  - CEVIA - Center for Virksomhedsansvar
  - CIIR - Center for informations- og innovationsret
  - CILJ - Centre for International Law and Justice
  - CORA - Center for Offentlig Regulering og Administration
  - CRS - Center for Retskulturelle Studier
  - FOCOFIMA - Forum for Company Law and Financial Market Law
  - WELMA - Retlige Studier i Velfærd og EU Markedsintegration
- Forskningsgrupper
  - EICRIM - European and International Criminal Law Research.
  - FER - Forskningsgruppen for Fast Ejendoms Retsforhold.

## Kendte jurister uddannet på fakultetet
- Alf Ross (1899-1979) - professor i retsvidenskab (folkeret, retslære, satsret). Almindeligt anerkendt som en af de største danske retsvidenskabelige tænkere.
- Allan Phillip - professor i retsvidenskab (folkeret).
- Bernhard Gomard (1926-2020) – professor i retsvidenskab (obligationsret).
- Ditlev Tamm (1946-) - professor i retsvidenskab (retshistorie).
- Finn Taksøe-Jensen (1934-) - professor i retsvidenskab (person-, familie- og arveret).
- Hans Gammeltoft-Hansen (1944-) - professor i retsvidenskab (procesret). Folketingets ombudsmand i perioden 1986-2012
- Henrik Zahle (1943-2006) - professor i retsvidenskab (statsret, forvaltningsret, retslære). Fra 1999 højesteretsdommer.
- Isi Foighel (1927-2007) - professor i retsvidenskab (proces, folkeret, skatteret) og skatteminister (1982-1987).
- Knud Waaben (1921-2008) - professor i retsvidenskab (strafferet).
- Max Sørensen (1913-1981) - dr.jur, anerkendt i sin samtid som en af danmarks største jurister for sit arbejde med menneskerettigheder.
- Mogens Koktvedgaard (1933-2003) - professor i retsvidenskab (proces, immaterialret).
- Ole Espersen (1934-2020) - professor i retsvidenskab (statsret, folkeret, internationale menneskerettigheder).
- Ole Krarup (1935-2017) - professor i retsvidenskab (forvaltningsret). Medlem af Europaparlamentet for Folkebevægelsen mod EU 1994-2007.
- Preben Stuer Lauridsen (1940-) - professor i retsvidenskab (retslære).
- Stephan Hurwitz (1931-1981) - professor i retsvidenskab. Københavns Universitets prorektor 1953-54. Danmarks første ombudsmand 1955-1971.
- Thøger Nielsen (1919-1996) - professor i retsvidenskab (skatteret).
- W.E. von Eyben (1912-2000) - professor i retsvidenskab (formueret). Dommer ved Københavns Byret.